# Walk on the Wild Side (Lou Reed)
Walk on the Wild Side is een nummer van de Amerikaanse muzikant Lou Reed. Het nummer verscheen op zijn tweede solo-album Transformer uit 1972. Op 8 november van dat jaar werd het nummer uitgebracht als de eerste single van het album.

## Achtergrond
"Walk on the Wild Side" is geschreven door Reed zelf en geproduceerd door zijn goede vriend David Bowie en diens gitarist Mick Ronson. Het nummer gaat over controversiële onderwerpen, zoals transseksuelen, drugs, mannelijke prostitutie en orale seks. In een documentaire over het album Transformer uit 2001 vertelde Reed dat het nummer werd geïnspireerd door het boek A Walk on the Wild Side van Nelson Algren uit 1956. Dit boek vormde de start; naarmate het nummer vorderde, voegde hij steeds meer karakters uit zijn eigen leven toe aan de tekst. Op het album Live: Take No Prisoners uit 1978 zei Reed als grap dat het nummer werd geschreven nadat hem was gevraagd om de muziek te schrijven voor een nooit afgemaakte musical over het boek.
De tekst beschrijft een aantal personen op hun reis naar New York, allen onderdeel van de zogeheten "superstars" van kunstenaar Andy Warhol. In elk couplet wordt een van deze supersterren benoemd:
- "Holly" is geïnspireerd door transgender actrice Holly Woodlawn, die uit Miami Beach komt, maar in 1962 op vijftienjarige leeftijd werd weggepest door homofoben en naar New York kwam.
- "Candy" is geïnspireerd door Candy Darling, een transgender actrice die ook onderwerp was van het vroegere nummer "Candy Says" van Reed. Zij groeide op in Long Island en was regelmatig te vinden in de achterkamer van de nachtclub Max's Kansas City.
- "Little Joe" was de bijnaam van Joe Dallesandro, een acteur die in 1968 in de film Flesh een mannelijke prostituee ("hustler") speelde. Dallesandro vertelde dat hij Reed nooit had ontmoet voordat het nummer werd geschreven, en dat de tekst slaat op zijn karakter in de film, niet zijn eigen persoonlijkheid.
- "Sugar Plum Fairy" was een referentie aan acteur Joe Campbell, die in de film My Hustler uit 1965 een karakter met die naam speelde. De term is een eufemisme voor een drugsdealer.
- "Jackie" is geïnspireerd door Jackie Curtis, ook een transgender actrice uit de stal van Warhol. "Speeding" en "crashing" zijn referenties naar drugs. Zij hoopte om ooit James Dean te spelen in een film.

De tekst van het nummer werd destijds gezien als baanbrekend, aangezien er in de rockmuziek nog niet vaak over deze onderwerpen werd gezongen. Reed zei hierover: "Ik heb altijd gevonden dat het best leuk zou zijn om karakters aan mensen te introduceren waar zij misschien nog nooit ontmoet hadden, of nooit zouden willen ontmoeten". Twintig jaar na het verschijnen van het nummer vertelde Reed: "Ik weet dat mijn overlijdensbericht al is geschreven. En het begint met "Doot, di-doot, di-doot...""
De saxofoon op het nummer wordt gespeeld door Ronnie Ross, die David Bowie het instrument leerde spelen tijdens diens jeugd. Bowie en mede-producent Ronson speelden respectievelijk de akoestische en elektrische gitaar op het nummer. Herbie Flowers, die ook op Bowie's tweede album uit 1969 meespeelde, verzorgde de akoestische bas op het nummer, terwijl sessiemuzikant John Halsey op de drums te horen was. De achtergrondvocalen werden ingezongen door Dari Lalou, Karen Friedman en Casey Synge, die onder de naam Thunderthighs op vele andere albums te horen waren.
De single, verpakt als een dubbele A-kant met "Perfect Day", werd een wereldwijde hit. In de Verenigde Staten, waar het nummer werd uitgebracht zonder verwijzingen naar orale seks, bereikte het de zestiende plaats. In het Verenigd Koninkrijk, waar deze regel niet werd geschrapt - waarschijnlijk omdat de Britten het begrip "giving head" (slang voor orale seks) niet kenden - behaalde het nummer de tiende plaats in de hitlijsten. In de Nederlandse Top 40 kwam het nummer tot de 21e plaats, terwijl in de Daverende Dertig de vijftiende plaats werd bereikt. Daarnaast keerde het na het overlijden van Reed op 27 oktober 2013 voor een week terug in de Single Top 100. In 2010 werd het nummer door het tijdschrift Rolling Stone op de 223e plaats gezet in hun lijst The 500 Greatest Songs of All Time.
Er is een aantal covers van het nummer bekend. Acteur Mark Wahlberg, die zijn carrière begon in de muziekwereld, nam met zijn groep Marky Mark and the Funky Bunch een rapversie van het nummer op, waarbij zij de titel veranderden naar "Wildside". Ook artiesten als Vanessa Paradis, Paul Young, Patty Pravo en Rhythms del Mundo in samenwerking met Editors hebben het nummer opgenomen. In Nederland gebruikte Boudewijn de Groot het bekende refrein ("Doot, di-doot, di-doot...") als inspiratie voor de brug in zijn nummer "Jimmy".

## Hitnoteringen

### Nederlandse Top 40
| Hitnotering: 10-03-1973 t/m 07-04-1973 | Hitnotering: 10-03-1973 t/m 07-04-1973 | Hitnotering: 10-03-1973 t/m 07-04-1973 | Hitnotering: 10-03-1973 t/m 07-04-1973 | Hitnotering: 10-03-1973 t/m 07-04-1973 | Hitnotering: 10-03-1973 t/m 07-04-1973 | Hitnotering: 10-03-1973 t/m 07-04-1973 |
| Week                                   | 1                                      | 2                                      | 3                                      | 4                                      | 5                                      |                                        |
| -------------------------------------- | -------------------------------------- | -------------------------------------- | -------------------------------------- | -------------------------------------- | -------------------------------------- | -------------------------------------- |
| Positie                                | 35                                     | 26                                     | 21                                     | 22                                     | 38                                     | uit                                    |

### Daverende Dertig&Single Top 100
| Hitnotering week 1 t/m 3: 17-03-1973 t/m 31-03-1973 Hitnotering week 4: 02-11-2013 | Hitnotering week 1 t/m 3: 17-03-1973 t/m 31-03-1973 Hitnotering week 4: 02-11-2013 | Hitnotering week 1 t/m 3: 17-03-1973 t/m 31-03-1973 Hitnotering week 4: 02-11-2013 | Hitnotering week 1 t/m 3: 17-03-1973 t/m 31-03-1973 Hitnotering week 4: 02-11-2013 | Hitnotering week 1 t/m 3: 17-03-1973 t/m 31-03-1973 Hitnotering week 4: 02-11-2013 | Hitnotering week 1 t/m 3: 17-03-1973 t/m 31-03-1973 Hitnotering week 4: 02-11-2013 | Hitnotering week 1 t/m 3: 17-03-1973 t/m 31-03-1973 Hitnotering week 4: 02-11-2013 |
| Week                                                                               | 1                                                                                  | 2                                                                                  | 3                                                                                  |                                                                                    | 4                                                                                  |                                                                                    |
| ---------------------------------------------------------------------------------- | ---------------------------------------------------------------------------------- | ---------------------------------------------------------------------------------- | ---------------------------------------------------------------------------------- | ---------------------------------------------------------------------------------- | ---------------------------------------------------------------------------------- | ---------------------------------------------------------------------------------- |
| Positie                                                                            | 16                                                                                 | 15                                                                                 | 17                                                                                 | uit                                                                                | 37                                                                                 | uit                                                                                |

### NPO Radio 2 Top 2000
| Nummer met noteringen in de NPO Radio 2 Top 2000 | '99 | '00 | '01 | '02 | '03 | '04 | '05 | '06 | '07 | '08 | '09 | '10 | '11 | '12 | '13 | '14 | '15 | '16 | '17 | '18 | '19 | '20 | '21 | '22  | '23  | '24  |
| ------------------------------------------------ | --- | --- | --- | --- | --- | --- | --- | --- | --- | --- | --- | --- | --- | --- | --- | --- | --- | --- | --- | --- | --- | --- | --- | ---- | ---- | ---- |
| Walk on the Wild Side                            | 292 | 125 | 562 | 437 | 299 | 448 | 605 | 597 | 835 | 533 | 588 | 677 | 625 | 729 | 263 | 507 | 651 | 637 | 678 | 661 | 749 | 802 | 939 | 1084 | 1063 | 1204 |

1. ↑  Een vetgedrukt getal geeft de hoogste notering aan.